# Barilius ornatus
Barilius ornatus és una espècie de peix cipriniforme de la família dels ciprínids que es troba al riu Mekong.